# Hammartumme
En hammartumme, klubbtumme, tåtumme, eller brakydaktyli typ D (BDD) är ett genetiskt drag som karaktäriseras av att det sista benet på en eller båda tummarna är kort och runt, och har en kort och bred nagelbädd.
Tillståndet är vanligt (den beräknade förekomsten är mellan 0,4 och 4% i olika populationer) och påverkar endast tummarna. Det är endast ändbenet på tummarna som är förkortat, men alla andra fingrar är normala.

## Orsak
Hammartumme är ärftligt och är en genetisk avvikelse, som är singel autosomal dominant gen med ofullständig penetrans.

## Diagnos
Att en läkare undersöker händerna kan räcka för att diagnostisera någon med hammartumme, röntgen kan också användas för att se vilka ben som är förkortade. Genetisk testning kan också var nödvändigt för att säkerställa syndromet.

## Behandling
För en majoritet av alla som har hammartumme är ingen behandling nödvändig. I ovanliga fall kan man ha så svåra problem med att greppa saker ordentligt och då kan arbetsterapi hjälpa och i extrema fall kan operation hjälpa.

## Kändisar som har hammartumme
Den amerikanska skådespelerskan Megan Fox har två hammartummar. Det fanns till och med en hemsida som hyllar hennes hammartummar. Hennes hammartummar har dock inte gått onoterade och hon har till och med fått sina tummar redigerade på bilder. Det blev en stor kontrovers gällande en reklam för Super Bowl då regissören ersatte närbilden på Megan Foxs hand med en handmodells. Hon har blivit intervjuad om sina tummar och pratade bland annat om dem på Jay Leno Show.
Den svenska skådespelerskan Malin Åkerman har också en hammartumme.